# 青春!LOVEランチ
青春!LOVEランチ（せいしゅんラブらんち）は、アテナ&ロビケロッツの2枚目のシングル。

## 解説
テレビ大阪制作・テレビ東京系列アニメ「ロビーとケロビー」のオープニングテーマ。
プロモーションビデオには、ロビーとケロビーが着ぐるみで登場しているが、ケロビーについては、前作の「勝利のBIG WAVE!!!」と比べて登場時間が少なくなっている。

## 批評
CDジャーナルは「理屈抜きで明るく楽しい一枚」と評した。

## 収録曲
1. 青春! LOVEランチ
（作詞・作曲:磯崎健史 編曲:nishi-ken）
2. 夕暮れ☆シャーベット
（作詞・作曲:meg rock 編曲:加藤大祐）
3. 青春! LOVEランチ (Instrumental)

## 参加ミュージシャン
- nishi-ken - ギター、キーボード
- 加藤大祐 - ギター、プログラミング